# 瓦楞紙盒

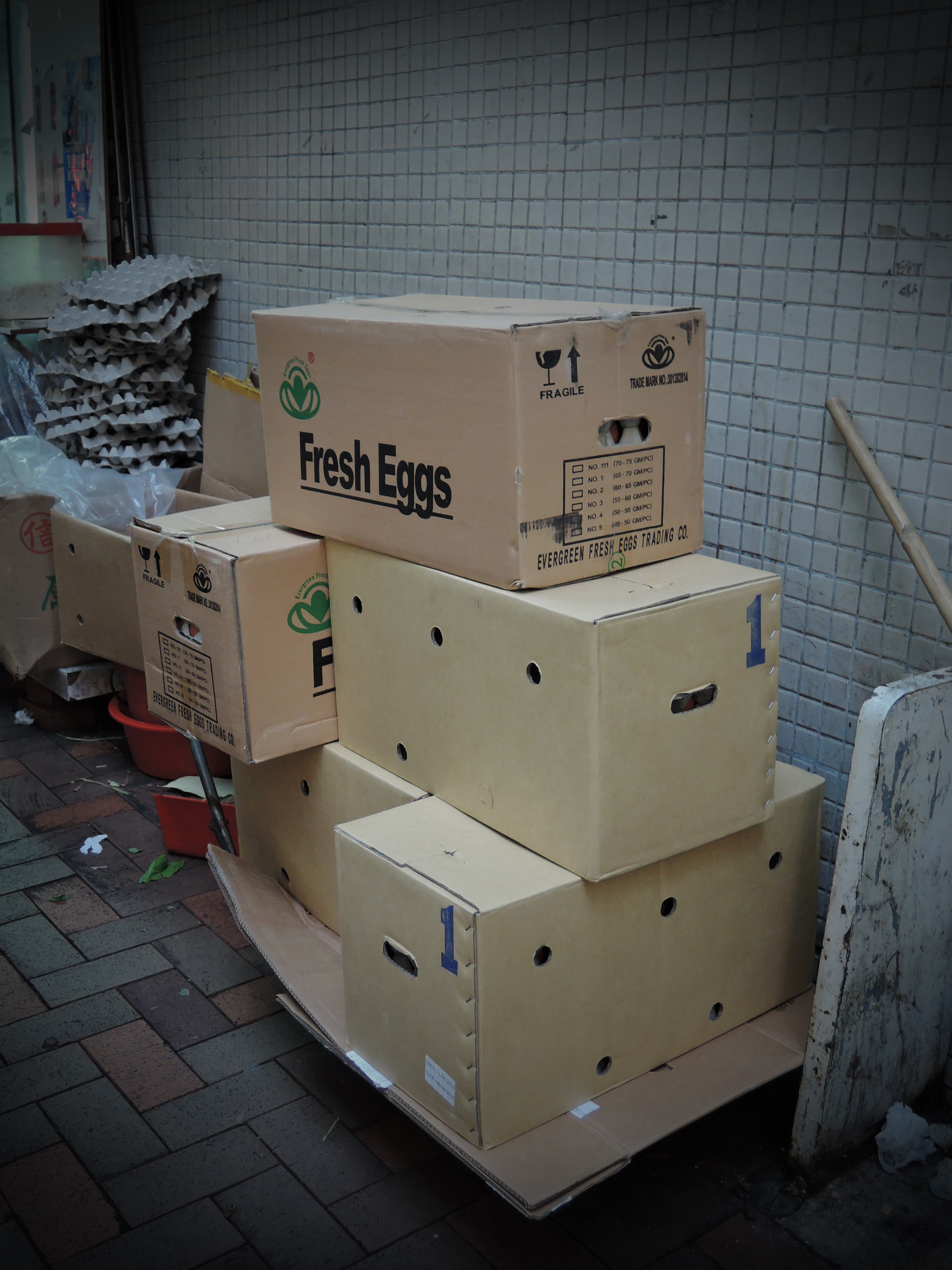
瓦楞紙箱

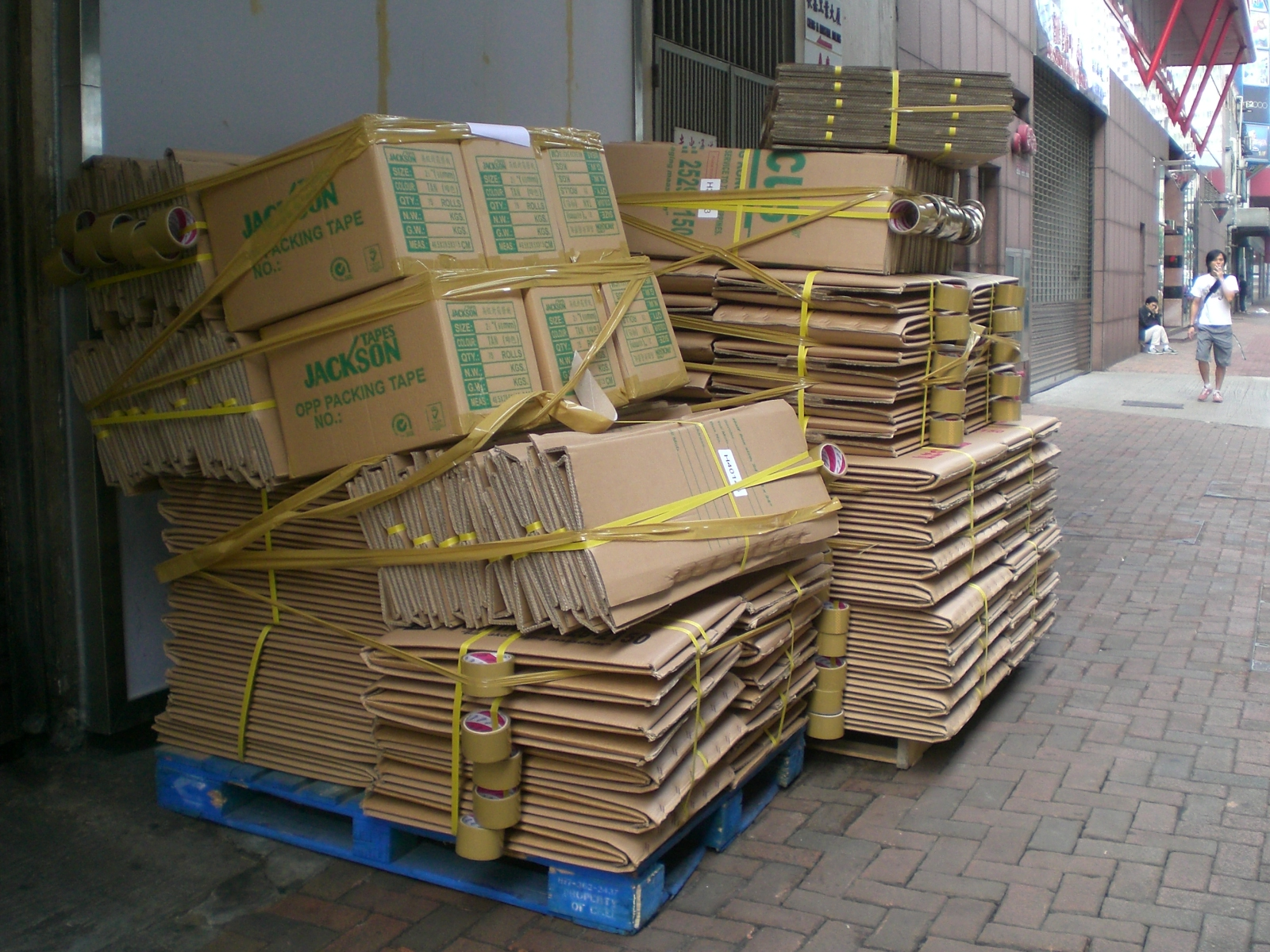
街頭疊起的全新瓦通紙箱

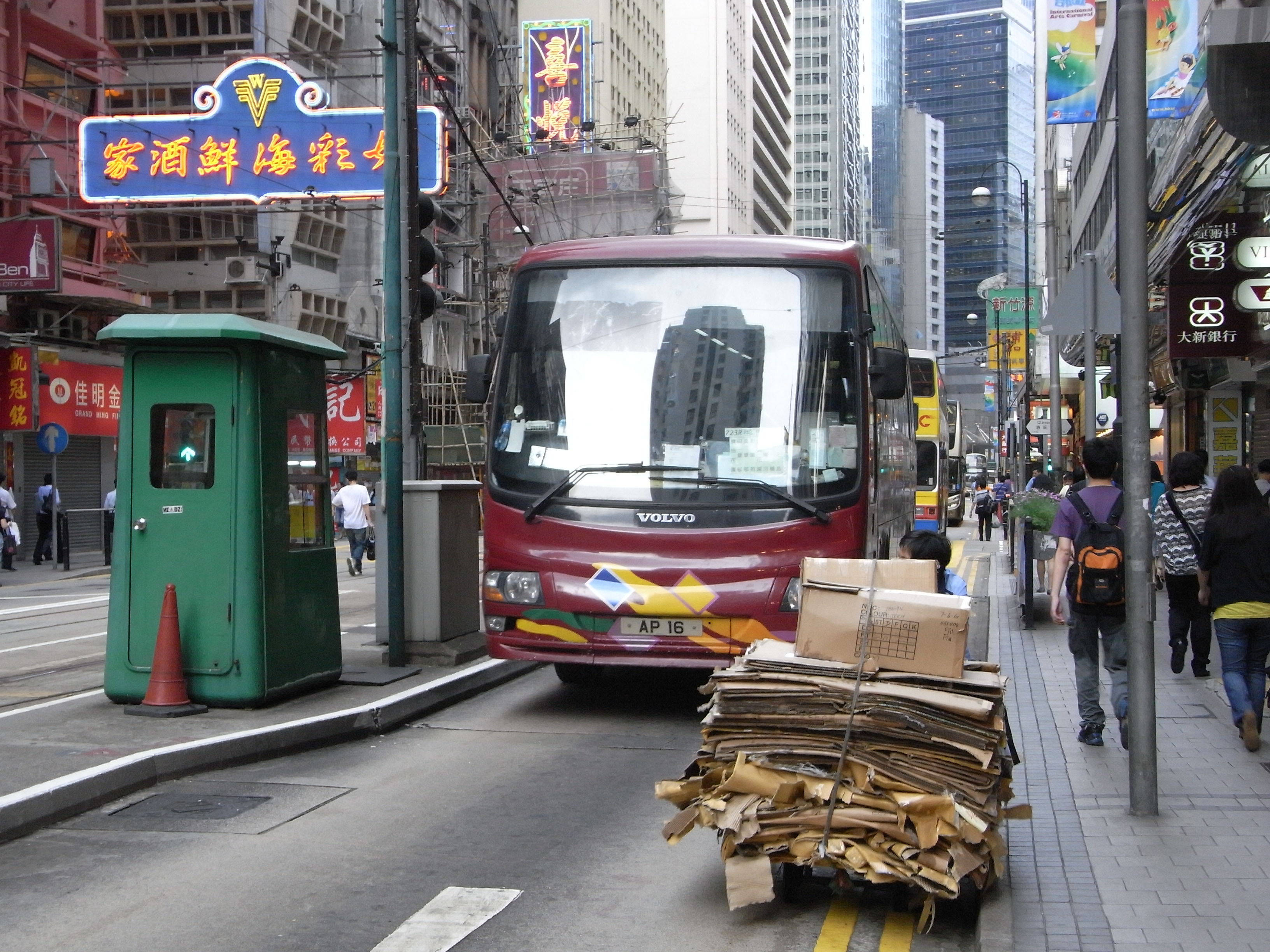
街頭疊起的廢棄瓦通紙箱

瓦楞紙盒（瓦通紙箱、紙皮盒，有時也簡稱紙盒）是利用瓦通紙編制或黏貼成的盒子，常用作包裝物品方便運輸。
1879年，苏格兰人羅伯蓋爾將印刷紙袋的機器加以改裝，用來裁切弄皺紙板和瓦楞紙，發明可折疊紙箱。

## 瓦楞紙的專有名詞
|         | 英文                       | 中文                                         |
| ------- | -------------------------- | -------------------------------------------- |
| （K）   | KRAFT                      | 原生處女牛皮紙                               |
| （T2）  | TEST 2                     | 半回收裱面紙                                 |
| （T）   | TEST 3                     | 全回收裱面紙                                 |
| （C）   | CHIP                       | 廢紙底裱面紙                                 |
| （BW）  | FULLY BLEACHED WHITE       | 漂白牛皮紙                                   |
| （WT）  | WHITE TOP                  | 回收裱面紙做全白印刷                         |
| （MK）  | MOTTLED KRAFT              | 斑白牛皮紙                                   |
| （OY）  | OYSTER                     | 斑白測試裱面紙                               |
| （GSM） | Grams per square meter     | 紙的重量或磅數，這裡是用每平方米幾克重來計算 |
| （WBF） | Waste Based Fluting Medium | 廢紙底楞心紙                                 |

另外，一般要求瓦楞紙的『防破裂強度 (Bursting Strength)』，基本上越高越好。

## 生產
折疊盒是使用沖孔工具製造的。折疊盒的生產始於印刷。在這裡，紙板被送入印刷機進行印刷。然後，印刷好的紙板被沖孔，去除中間廢料和邊緣廢料，並將單個紙板坯料分離並堆放在落料工位。清廢、落料和堆料也可以手動完成。然後，紙板坯料被送入糊盒機進行折疊和粘合。最後，折疊盒被裝填並運送到零售店

## 防塵蓋
防塵蓋是折疊盒的一部分，它們的作用是防止灰塵和其他異物進入盒子。此外，折疊盒上的防塵蓋可以鎖住折疊蓋，防止盒蓋打開，它們還能防止盒蓋塌陷進盒內，提供反壓力，折疊式盒子的防塵蓋位於盒子的四個角落，所有防塵蓋的共同點是，當盒子關閉時，它們就看不見了。

## 住房和家具
住在紙箱裡通常與無家可歸聯繫在一起。然而，2005年，墨爾本建築師彼得·瑞安（Peter Ryan）設計了一座主要由紙板製成的房屋。 更常見的是用瓦楞紙板製成的小座椅或小桌子。在自助商店裡，經常可以看到紙板製成的商品展示架。